# Wiesław Wątorek
Wiesław Roman Wątorek – polski biochemik, dr hab. nauk biologicznych, profesor nadzwyczajny, kierownik Zakładu Biochemii i prodziekan Wydziału Biotechnologii Uniwersytetu Wrocławskiego.

## Życiorys
Obronił pracę doktorską, 27 lutego 1995  habilitował się na podstawie pracy zatytułowanej Struktura i funkcja obojętnych proteinaz ludzkich granulocytów obojętnochłonnych. 5 marca 2004 nadano mu tytuł profesora w zakresie nauk biologicznych. Pracował w Instytucie Biochemii i Biologii Molekularnej na Wydziale Nauk Przyrodniczych Uniwersytetu Wrocławskiego.
Piastuje stanowisko profesora nadzwyczajnego, oraz kierownika w Zakładzie Biochemii, a także prodziekana na Wydziale Biotechnologii Uniwersytetu Wrocławskiego.